# 専門職大学

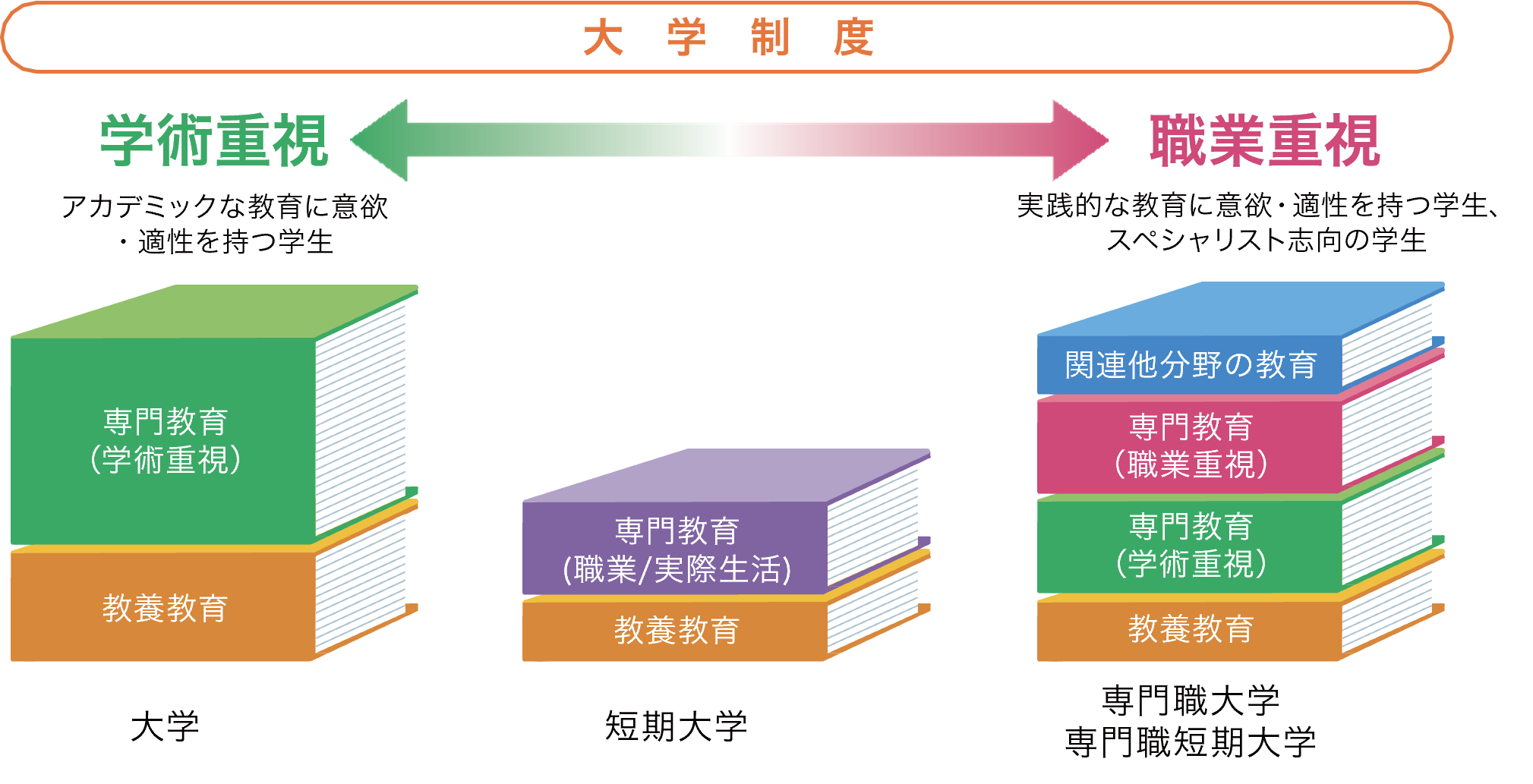
一般の大学・短期大学と専門職大学との違いについて説明する文部科学省の資料。一般の大学のカリキュラムは教養教育や学術を重視した専門教育で占められているが、専門職大学のカリキュラムは教養教育などを大幅に縮小し代わりに職業を重視した専門教育や関連他分野の教育に時間を割いている

専門職大学（せんもんしょくだいがく、英: Professional and Vocational Universities (PVU)）は、2017年5月24日の学校教育法の改正によって設けられた日本の職業大学である。修業年限は4年で、卒業すれば「学士（専門職）」の学位を得られる。

## 概要

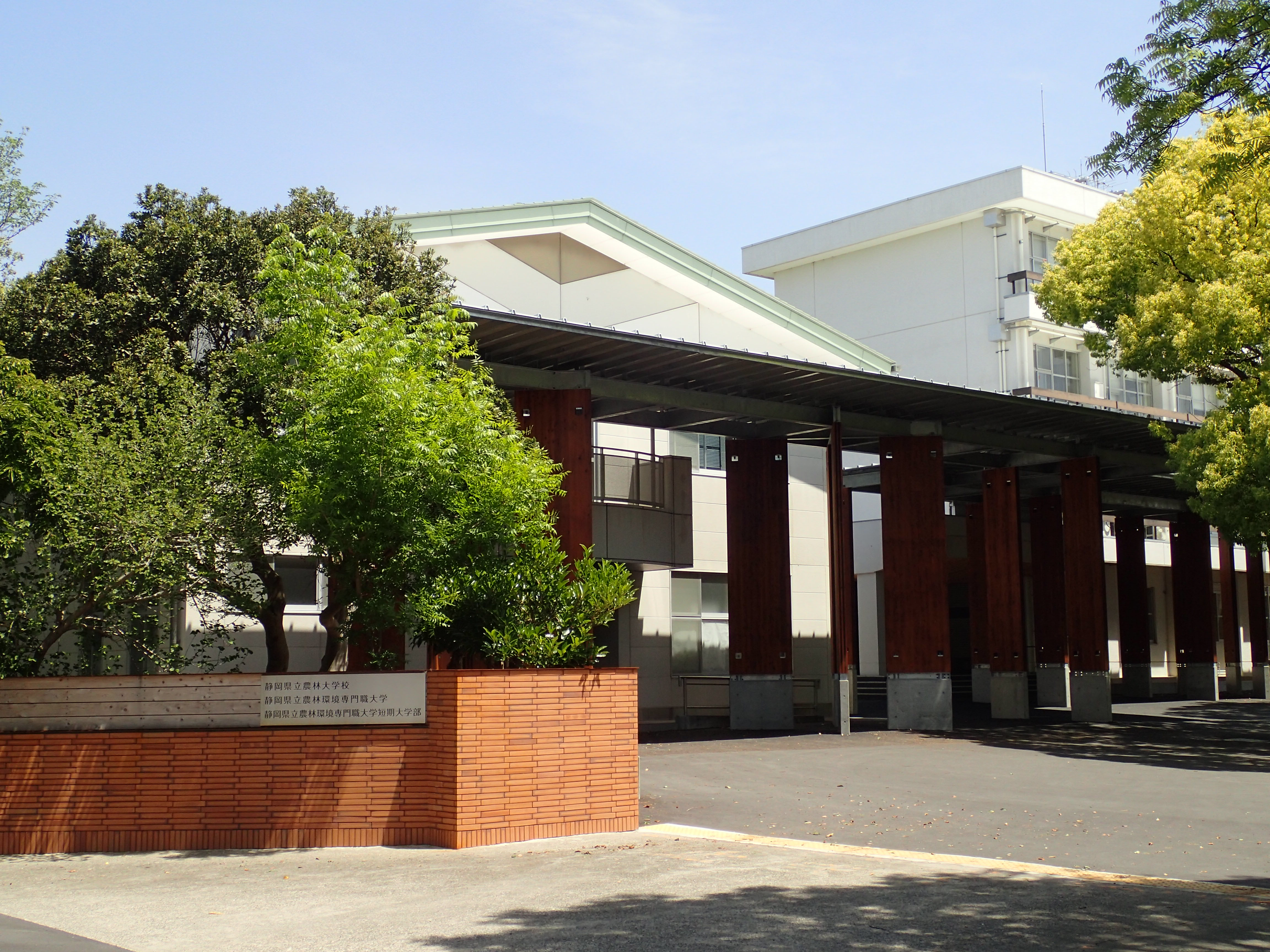
日本初の公立専門職大学である静岡県立農林環境専門職大学

大学のうち、「深く専門の学芸を教授研究し、専門性が求められる職業を担うための実践的かつ応用的な能力を展開させることを目的とするもの」をいう。したがって、実習や実験等を重視した即戦力となりうる人材の育成を目指す目的で設置される（「専修学校#職業大学の設置へ」を参照）。一方で「大学」とあるとおり、専門学校（専修学校）とは異なり、一条校である大学の一種として開設される。新しい制度の大学が設置されるのは、1964年の短期大学制度導入以来となる。学位を得るのに必要な単位のうち実習が占める割合を3割から4割と定めており、これらの実習は企業などの現場で行われる。また、教員の4割以上を実務家が務める。

## 学位

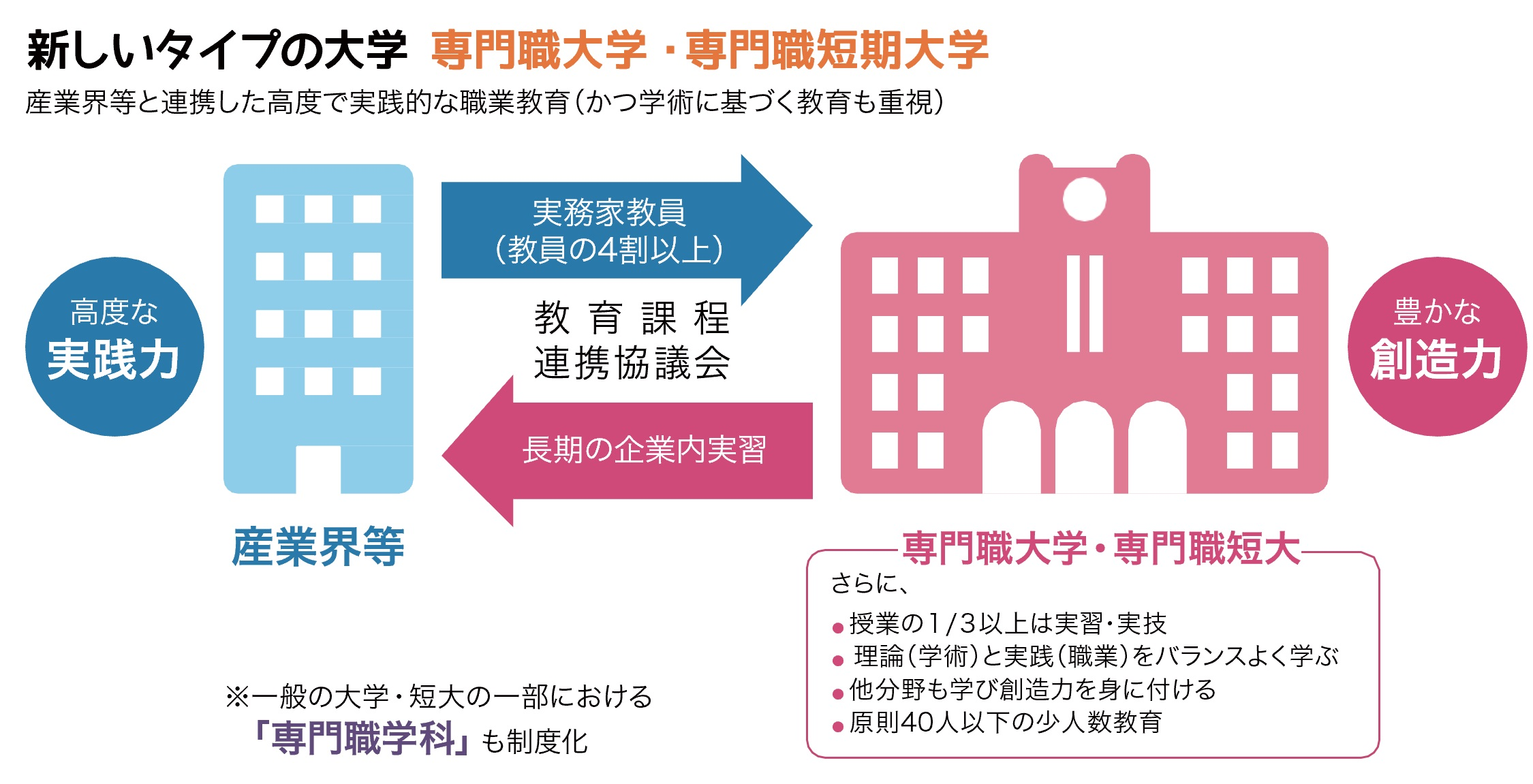
専門職大学や専門職短期大学の特色について説明する文部科学省の資料。この図によれば、専門職大学や専門職短期大学では授業の三分の一が実習や実技で占められているとされる

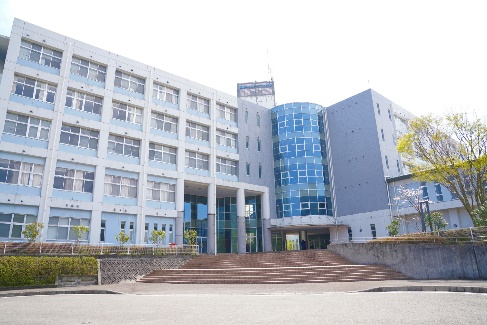
日本で最初に開設された専門職大学の一つである高知リハビリテーション専門職大学

専門職大学は通常の大学ではないため、卒業しても通常の学士の学位を取得することはできない。その代わり、文部科学大臣により定められた学位が授与されることになっている。具体的には、専門職大学では「○○学士（専門職）」などという学位が授与される。これらの学位は、通常の学士に相当する学位と位置づけられている。なお、通常の学士の学位の場合は専攻分野名を括弧書きで「学士（○○）」と表記するのに対して、専門職大学で授与される学位の場合は「○○学士（専門職）」のように職業分野名に加えて末尾に「専門職」と明記することが求められている。
また、通常の大学の中に、職業教育に重きを置く専門職学科が併設される場合もある。この場合、通常の学部の課程を卒業した者は通常の学士の学位を取得できるが、専門職学科を卒業した者は専門職大学と同様の学位が授与される。専門職大学で授与される「○○学士（専門職）」という学位と同様に、「○○」という部分には職業分野名を表記することが求められている。
大学改革支援・学位授与機構の単位積み上げ型の学士の学位授与制度について、専門職大学（前期課程と後期課程に区分された専門職大学を含まない）に2年以上在籍して62単位以上を習得した者は学位授与制度の基礎資格を得られるが、基礎資格を有する者が新たに修得しなければならない単位には大学の別科（専門職学科を含む）及び専門職大学で修得した単位は含まれない。すなわち、専門職大学（一貫制）に2年以上在籍し62単位以上を修得した者が、大学（学部）、大学院、短期大学もしくは高等専門学校のうち学位授与機構が指定した専攻科、または大学専攻科にて必要単位を修得すれば学士学位を申請することができる。一方、基礎資格を得た者が専門職大学で必要単位を修得しても、その単位は学士学位の申請には利用できない。

## 課題

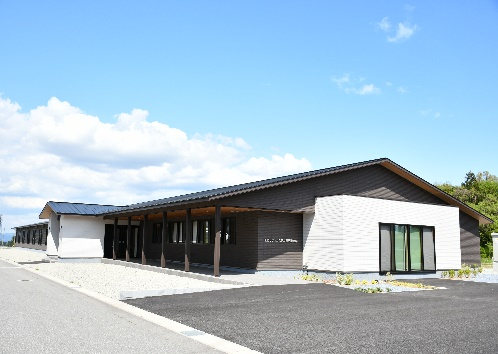
日本で最初に学生募集停止となった専門職大学である電動モビリティシステム専門職大学

日本の専門職大学制度は2019年度（平成31年度）より導入されたが、新しい校種であるため専門職大学に対する認知度が低いことが課題として挙げられていた。また、各専門職大学においては志願者が少なく定員割れとなる事例が相次いでいた。2025年度（令和7年度）時点では専門職大学の7割が定員割れに陥っていた。
たとえば、東北地方初の専門職大学として2023年（令和5年）に開学した電動モビリティシステム専門職大学は当初より大幅な定員割れが生じており、わずか2年で学生募集停止となることが決定した。電動モビリティシステム専門職大学の開学初年度の入学者は3名に留まり、入学定員充足率は10パーセント未満となった。さらに2024年度（令和6年度）に至っては入学者も2名という状況に陥り、入学定員充足率は5パーセントとなった。さらに1名が退学したことから、在学生は全学年で4名のみとなった。その結果、2025年度（令和7年度）より学生募集停止となった。
同様に、神奈川県川崎市初の専門職大学として2023年（令和5年）に開学したグローバルBiz専門職大学では、開学初年度の入学者は3名に留まり、入学定員充足率は約3.1パーセントとなった。2024年度（令和6年度）は改善したものの入学者は14名となり、入学定員充足率は約14.3パーセントとなった。その結果、文部科学省の設置計画履行状況等調査にて「収容定員充足率が0.09倍と著しく低い」と指摘され「教育内容の更なる充実を図りつつ、提示された学生確保に向けた取組等を確実に実施するとともに、より効果的な改善策を新たに講じる等、入学定員の更なる充足に努めること」「速やかに長期的な学生確保の見通しを客観的根拠に基づき分析した上で、適切な入学定員の見直しを検討すること」と是正を求められる事態となった。

## 設置申請の状況

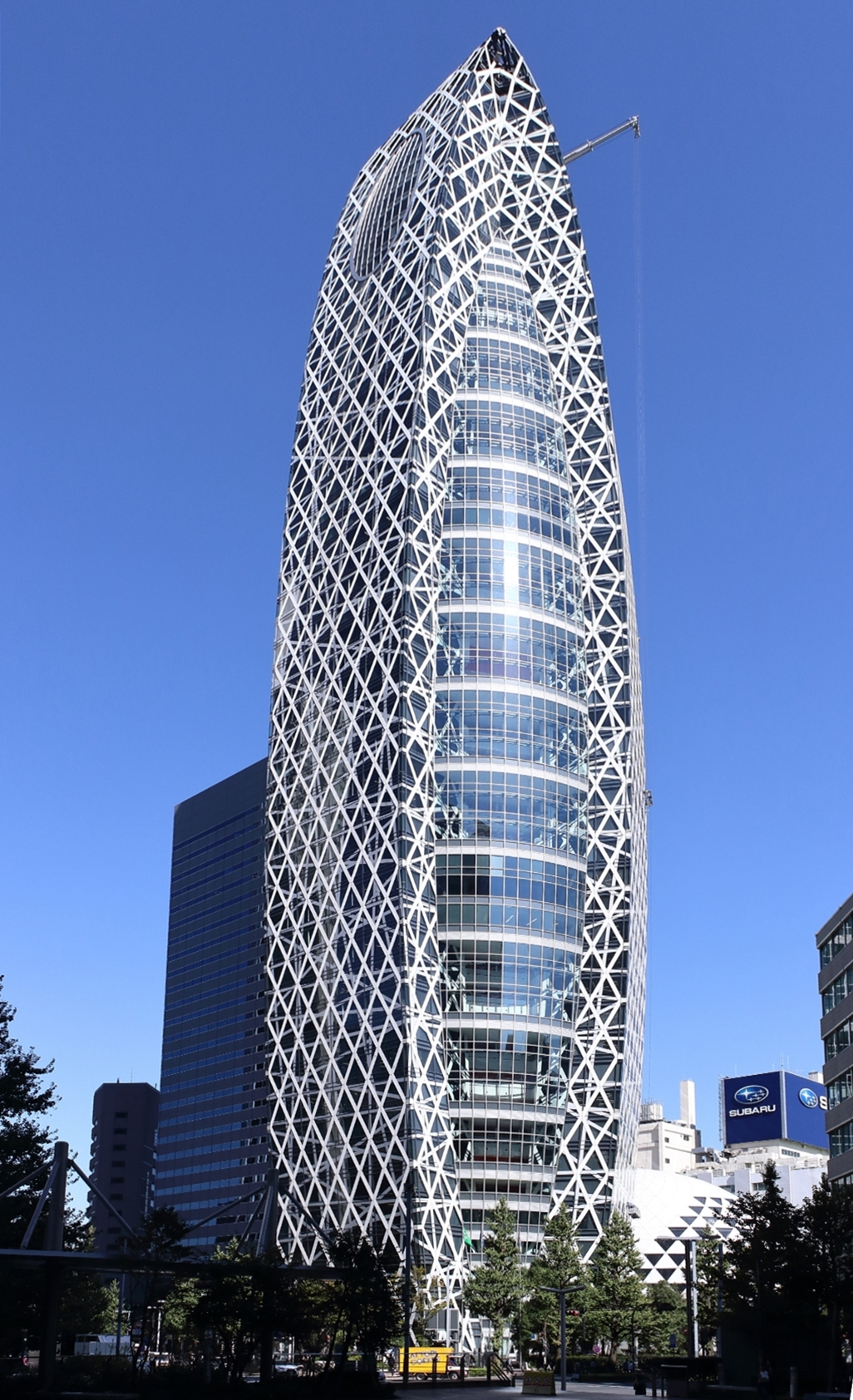
日本で最初に開設された専門職大学の一つである国際ファッション専門職大学

2019年度（平成31年度）の専門職大学及び専門職短期大学設置において、17校から設置申請があった。そのうち当初の2018年5月に認可されたのは高知リハビリテーション専門職大学1校に留まり、国際ファッション専門職大学、ヤマザキ動物看護専門職短期大学の2校が保留（審査継続）となり、その他の14校は申請を取り下げた。
具体的には、国際工科専門職大学（東京都新宿区、大阪府大阪市、愛知県名古屋市）、東京医療福祉専門職大学（東京都新宿区）、大阪医療福祉専門職大学（大阪府大阪市）、名古屋医療福祉専門職大学（愛知県名古屋市）、専門職大学東都学院（東京都目黒区、神奈川県茅ヶ崎市）、東京専門職大学（東京都江東区）、金沢専門職大学（石川県白山市）、京都専門職大学（京都府京都市）、島根保健福祉専門職大学（島根県仁多郡奥出雲町）、岡山医療専門職大学（岡山県岡山市）、福岡専門職大学（福岡県福岡市）、日本歯科専門職短期大学（静岡県磐田市）、大阪調理専門職短期大学（大阪府泉大津市）、名古屋産業大学現代ビジネス学部経営専門職学科（愛知県尾張旭市）が申請を取り下げている。この結果に関し大学設置・学校法人審議会は、設置申請した各法人が総じて準備不足で体制も不十分であったと説明した。保留となった2校は2018年11月に新設が答申された。
2020年度（令和2年度）の専門職大学開設に向けた設置認可申請の結果、大学7校、短期大学1校、計8校が開学。2019年4月に開学した3校を含め、11校となった。2020年9月8日に、全11校が加盟する「専門職大学コンソーシアム」が設立した。

## 海外事情

### 中華人民共和国
職業大学：
2019年職業大学が発足し、4年制本科職業大学が誕生した。普通の4年制大学と同格だが、カリキュラムに実習が必修とし、実践科目を組む義務がつけられる。卒業生に学士学位を与える上に、大学院受験資格もある。